# Regions de Nunavut
Les regions de Nunavut són la manera de dividir aquest extens territori del Canadà a efectes censals. Però les característiques especials de disseminació de la població fan que molts serveis administratius estiguin descentralitzats a l'àmbit regional encara que no existeixi cap legislació que ho ordeni.
El territori de Nunavut, de 2.093.190 de km2, es subdivideix en tres regions que són, d'oest a est: Kitikmeot, Kivalliq i Qikiqtaaluk. Tenen força coincidències amb les antigues regions d'abans de la separació dels Territoris del Nord-oest que eren Kitikmeot, Keewatin i Baffin, respectivament. Per la seva superfície, les dues primeres serien comparables a l'Estat Espanyol i la tercera seria el doble. La població total, en canvi, amb prou feines arriba a les 30.000 persones, la immensa majoria inuits.

## Llista
| Codi Postal | Regió       | Nom en inuktitut | Superfície (km2) | Població (2006) | Capital       |
| ----------- | ----------- | ---------------- | ---------------- | --------------- | ------------- |
| X0B         | Kitikmeot   | ᕿᑎᕐᒥᐅᑦ           | 446.728          | 5.361           | Cambridge Bay |
| X0C         | Kivalliq    | ᑭᕙᓪᓕᖅ            | 445.109          | 8.348           | Rankin Inlet  |
| X0A         | Qikiqtaaluk | ᕿᑭᖅᑖᓗᒃ           | 1.040.418        | 15.765          | Iqaluit       |

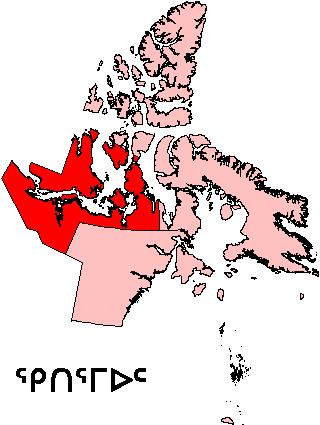
Regió de Kitikmeot
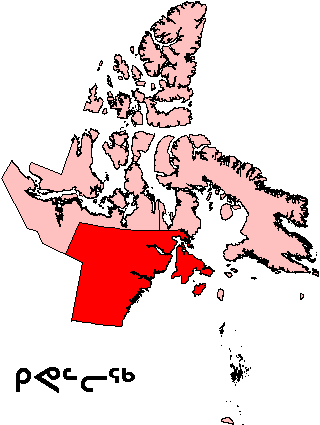
Regió de Kivalliq
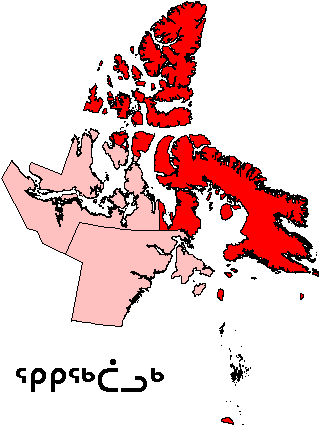
Regió de Qikiqtaaluk